# Perry Carter
Perry Franklin Carter Green (Washington, 22 agosto 1967) è un ex cestista statunitense con cittadinanza spagnola.

## Carriera
Ha disputato 37 partite in Liga ACB 1994-1995 con il Club Baloncesto Salamanca e 2 con il Baloncesto León nella Liga ACB 1997-1998.